# 澳門2002年度頒授勳章、獎章和獎狀名單
澳門特別行政區2002年度勳章、獎章和獎狀名單於2002年12月19日由行政長官簽署行政命令，在《澳門特別行政區政府公報》公布，共有39位在個人成就、社會貢獻或服務澳門特別行政區方面有傑出表現的個人或實體獲授勳，而頒授典禮於2003年1月24日下午在澳門文化中心大劇院舉行。

## 授勳名單

### 榮譽勳章
大蓮花榮譽勳章
- 柯正平

金蓮花榮譽勳章
- 李成俊，澳門日報總編輯
- 林家駿，天主教澳門教區主教
- 許世元，澳門中華總商會副理事長

銀蓮花榮譽勳章
- 吳仕明
- 楊秀雯
- 潘玉蘭

### 功績勳章
專業功績勳章
- 林笑雲
- 馬若龍
- 黃如楷

工商功績勳章
- 何華添
- 林潤垣
- 馮志強
- 澳門中華總商會

旅遊功績勳章
- 黃若禮，咀香園餅家東主
- 飛曼華

教育功績勳章
- 畢漪汶，東南學校校長
- 黃就順
- 蘇映璇

文化功績勳章
- 邱子維
- 陳振華
- 譚智生

仁愛功績勳章
- 仁慈堂
- 同善堂
- 鏡湖醫院慈善會

體育功績勳章
- 文重光
- 伍華佳
- 韓靜

### 傑出服務獎章
英勇獎章
- 治安警察局特警隊保護重要人物及設施組

勞績獎章
- 馬敏燕
- 桃裔蓮

### 獎狀
榮譽獎狀
- 林樂培
- 蕭蔚雲

功績獎狀
- 李峻
- 張佩思
- 黃伯祥
- 關雯菲
- 蘇偉良
- 澳門飲食業聯合商會